# Embertelenek (televíziós sorozat)
Az Embertelenek vagy Marvel Embertelenek (eredeti cím: Inhumans) 2017-es amerikai televíziós sci-fi-akciósorozat, amit Scott Buck alkotott. A főbb szerepekben Anson Mount, Serinda Swan, Ken Leung, Eme Ikwuakor, Isabelle Cornish, Ellen Woglom és Iwan Rheon látható.
A sorozat a Marvel-moziuniverzum része, eredetileg a harmadik fázisba szánták filmként, majd a folyamatos későbbre halasztás után inkább a sorozatos formátum mellett döntöttek. A sorozat a Marvel Television és az IMAX együttműködésével készült, az első két részt teljes egészében IMAX-kamerákkal vették fel. Utóbbi két részt mozikban mutatták be, Amerikában 2017. szeptember 1-jén, Magyarországon 2017. augusztus 31-én.
A mozis vetítések után a televízióban kezdték folytatni a sorozatot, Amerikai Egyesült Államokban 2017. szeptember 29-én az ABC, Magyarországon 2017. november 28-án a Viasat 3 mutatta be.

## Cselekmény
A történet szereplői a már A S.H.I.E.L.D. ügynökeiben is bemutatott embertelen (inhuman) faj tagjai, pontosabban azon rétege, akik a Holdon élnek az emberek világától elrejtőzve. A főszerepben a faj vezetője, Fekete Villám és a királyi család áll, akik a Földre menekültek miután a király öccse, Maximus katonai puccsot hajtott végre. A számukra idegen világba jutott családnak össze kell fognia, hogy népüket és az embereket is megmentsék.

## Szereplők

### Főszereplők
| Szerep        | Színész          | Magyar hang          | Leírás |
| ------------- | ---------------- | -------------------- | --- |
| Fekete Villám | Anson Mount      | N/A                  | Az embertelen királyi család feje és Attilan királya, akinek a hangja a legkisebb suttogással is képes pusztulást okozni. Medúza férje |
| Medúza        | Serinda Swan     | Solecki Janka        | Fekete Villám felesége és Attilan királynője, aki képes irányítani és mozgatni a haját |
| Karnak        | Ken Leung        | Csík Csaba Krisztián | Fekete Villám unokatestvére és legközelebbi tanácsadója, aki "mindenben meglátja a hibát", elkerüli a hibákat, és a királyi család stratégájaként és filozófusaként működik                                                                |
| Gorgó         | Eme Ikwuakor     | Horváth Illés        | Fekete Villám unokatestvére és az Attilani Királyi Gárda vezetője, aki szeizmikus hullámokat tud generálni patáival |
| Kristály      | Isabelle Cornish | Pekár Adrienn        | Medúza húga és a királyi család legfiatalabb tagja, aki képes irányítani az elemeket |
| Louise        | Ellen Woglom     | Csuha Bori           | Földi ember, aki a Callisto Aerospace Control Centerben dolgozik, személyes szenvedélye az űr és a Holddal kapcsolatos dolgok |
| Maximus       | Iwan Rheon       | Seszták Szabolcs     | Fekete Villám testvére, aki erősen ragaszkodik Attilan népéhez, és maga is király szeretne lenni. Maximus elvesztette az embertelen génjét, amikor átesett a Terrigenezis folyamatán, ami ahhoz vezetett, hogy a többi embertelen lenézte. |
| Nem beszél    | Szájzár          | Nem beszél           | Kristály 910 kilós teleportáló kutyatársa |

### Mellékszereplők
| Szerep      | Színész          | Magyar hang           | Leírás                                                                                         |
| ----------- | ---------------- | --------------------- | ---------------------------------------------------------------------------------------------- |
| Triton      | Mike Moh         | Vári Attila           | Fekete Villám unokatestvére és Karnak testvére, aki képes a víz alatt élni, képzett bérgyilkos |
| Auran       | Sonya Balmores   | Sipos Eszter Anna     | Maximus egyik honfitársa, a puccs során az attilani királyi gárda új vezetője lesz.            |
| Agon        | Michael Buie     | Sipos Imre            | Fekete Villám és Maximus apja, Attilan egykori királya                                         |
| Rynda       | Tanya Clarke     | N/A                   | Fekete Villám és Maximus anyja, Attilan egykori királynője                                     |
| Holo        | Ty Quiamboa      | Turi Bálint           | Szörfös, aki összebarátkozik Gorgonnal                                                         |
| Evan Declan | Henry Ian Cusick | Gubányi György István | Genetikus, aki emberteleneket tesztelt a Földön                                                |
| Sammy       | Olo Alailima     | Schneider Zoltán      | Fémet olvasztani tudó embertelen, aki a börtönben összebarátkozik Fekete Villámmal             |
| Reno        | Michael Trotter  | Renácz Zoltán         | Kannabisztermesztő, aki gyanakszik a Karnakra                                                  |
| Tibor       | Ptolemy Slocum   | Kisfalusi Lehel       | A Genetikai Tanács tagja, Maximus régi barátja                                                 |
| Dave        | Chad Buchanan    | Hamvas Dániel         | Farmer, aki összebarátkozik Kristállyal                                                        |

### Vendégszereplők
| Szerep         | Színész         | Magyar hang         | Leírás                                            |
| -------------- | --------------- | ------------------- | ------------------------------------------------- |
| Jane           | Nicola Peltz    | Laudon Andrea       | Ember, aki nemrég alakult át embertelené a Földön |
| Kitang         | Marco Rodriguez | Petridisz Hrisztosz | A Genetikai Tanács vezetője                       |
| George Ashland | Tom Wright      | Jakab Csaba         | A Callisto Űrhajózási Irányítóközpont vezetője    |

### Magyar változat
- Felolvasó: Bozai József
- Magyar szöveg: Gáspár Bence
- Hangmérnök: Kiss István
- Vágó: Sári-Szemerédi Gabriella
- Gyártásvezető: Gelencsér Adrienne
- Szinkronrendező: Szalay Éva

A szinkront a Mafilm Audio Kft. készítette.

## Epizódok
| # | Cím                                                                | Rendező          | Író                        | Premier                                | Nézettség        | Gyártási szám |
| --- | ------------------------------------------------------------------ | ---------------- | -------------------------- | -------------------------------------- | ---------------- | ------------- |
| 1. | Íme... az Embertelenek (Behold... The Inhumans)                    | Roel Reiné       | Scott Buck                 | 2017. szeptember 29. 2017. október 10. | 3,75 millió n.a. | 101           |
| Oahu szigetén végrehajtott küldetés során, amelynek célja egy újonnan átalakult embertelen lény megtalálása, Tritont megtámadja egy csapásmérő csapat, és az óceánba ugorva elmenekül. Attilanban, az embertelenek titkos városában, a Holdon Fekete Villám, Medúza és az embertelen királyi család többi tagja megtudja, hogy egy nemrég elpusztult földi rover felfedheti a társadalmukat az emberek előtt, mielőtt részt vesznek a társadalom két tagjának, Iridiának és Bronajának a Terrigenesis szertartásán, ahol Terrigen ködnek teszik ki őket, hogy felfedjék embertelen képességeiket. Később Fekete Villám testvére, Maximus figyelmezteti a királyi család többi tagját Triton küldetése miatt. Gorgó nem örül a hírnek, hogy Triton talán meghalt, ezért a Földre indul, hogy megkeresse őt. Maximus puccsot indít Attilán, többek között ugyanazzal a csapásmérő csapattal próbálja megölni Gorgót a Földön. Karnak megtudja, hogy Maximus mire készül, és figyelmeztetni kezdi Meduzát és nővérét, Kristályt. Maximus megtámadja és leborotválja Medúza fejét, hogy felfüggesztje az erejét. Kristály a kutyájával, Szájzárral biztonságba küldi Karnakot a Földre, és ugyanezt teszi Meduzával és Fekete Villámmal is. |                                                                    |                  |                            |                                        |                  |               |
| 2. | Azok, akik elpusztítanának (Those Who Would Destroy Us)            | Roel Reiné       | Scott Buck                 | 2017. szeptember 29. 2017. október 17. | 3,75 millió n.a. | 102           |
| Karnak és Medúza rájönnek, hogy mindannyian a Földön rekedtek és elszakadtak egymástól, ezért elkezdik megkeresni Fekete Villámot, hogy újra egyesüljenek vele, míg Gorgó várja, hogy Maximus emberei eljusson hozzá. Kristály kapcsolatba lép Medúzával a Földön, de a hívást Auran nyomon követi. Louise az eltűnt holdjáró után nyomoz, és négy furcsa anomáliáról szerez tudomást, amelyek a Holdról érkeznek és Hawaiin landolnak. Fekete Villámot letartóztatja a honolului rendőrség, miután érkezése közlekedési zavart okoz, és új ruhákat lop. Auran megtalálja és elfogja Meduzát, aki leszúrja őt és elmenekül. Maximus új királyként szól Attilan népéhez, miközben Auran felébred, és meggyógyítja a szúrt sebét. |                                                                    |                  |                            |                                        |                  |               |
| 3. | Oszd meg és uralkodj! (Divide and Conquer)                         | Chris Fisher     | Rick Cleveland             | 2017. október 6. 2017. október 24.     | 2,78 millió n.a. | 103           |
| A flashbackekben a tizenéves Fekete Villám (mielőtt átesett volna a Terrigenezisen) nem érdeklődik a trón iránt, amelyre Maximus vágyik. Miután a testvérek átesnek a Terrigenezisen, Kitang azt javasolja, hogy zárják be Fekete Villámot Attilan védelmére, de Agon felülbírálja őt. A jelenben Fekete Villám rabtársával, Sammyvel Evan Declan felveszi a kapcsolatot, és utasítást kap, hogy barátkozzon az előbbivel. Louise információk reményében figyeli a börtönt, míg Medúza értesül Fekete Villám bebörtönzéséről, és gyalog indul oda. A börtönben lázadás tör ki, és Sammy kiszabadítja Fekete Villámot, és hőerővel rendelkező embertelennek mutatja magát. Felszállnak Declan helikopterére és elmenekülnek. Medúza nem éri el őket időben, és arra kényszeríti a kíváncsi Louise-t, hogy segítsen neki üldözni őket. Maximus megbízza Aurant, hogy ölje meg Gorgót, és egy csapatot küld, amelynek tagja a halálos Mordis is. A csapata visszavonulásra kényszeríti Gorgóékat. Kristály nyilvánosan ellenzi Maximus királyi tisztségét, és Szájzárral megszökik Attilanból. Maximus kihasználja az alkalmat, hogy meggyőzze a Genetikai Tanácsot a királyi család alkalmatlanságáról, és megerősítse a pozícióját. A Földre érve Kristállyal együtt Szájzár megsebesül egy ATV-vel való ütközésben. Mindeközben Karnakot elfogja egy csapat kanabisztermesztő, akik úgy döntenek, hogy életben tartják.          |                                                                    |                  |                            |                                        |                  |               |
| 4. | Utat... Medúzának! (Make Way for... Medusa)                        | David Straiton   | Wendy West                 | 2017. október 13. 2017. október 31.    | 2,30 millió n.a. | 104           |
| Declan, aki Maximusnak dolgozik, elviszi Fekete Villámot és Sammyt a létesítményébe, hogy begyűjtse Fekete Villám DNS-ét, hogy Maximus további Terrigenezisnek vessék alá. Maximus utasítja Tibort, hogy készüljön fel a közelgő eljárásra, míg az őrei megölik a Genetikai Tanács többi tagját. Miután elveszítik a helikoptert, Medúzának és Louise-nak sikerül felkutatniuk Declan létesítményét. Fekete Villám és Sammy következtetnek Declan rosszindulatára, és elmenekülnek, mielőtt szembekerülnének Auran csapatával. Medúza és Louise akkor érkezik, amikor Mordis rálő Fekete Villámra, ami robbanást okoz. Fekete Villám Meduzával és Louise-zal együtt elmenekül, és magukkal viszik az eszméletlen Locust, Auran pártjának egyik tagját, akinek van helymeghatározó képessége, hogy segítsen megtalálni a családtagjaikat. Eközben Gorgó elhagyja a csapatát, hogy megvédje őket, és megtalálja Karnakot, aki romantikus kapcsolatot kezd kialakítani Jennel, miközben Reno megöli földműves társukat. Máshol Kristály találkozik Dave-vel, aki ráveszi Audrey-t, hogy vizsgálja meg Szájzárt és segítsen neki. |                                                                    |                  |                            |                                        |                  |               |
| 5. | Közeledik valami Embertelen… (Something Inhuman This Way Comes...) | Kevin Tancharoen | Scott Reynolds             | 2017. október 20. 2017. november 7.    | 1,98 millió n.a. | 105           |
| Karnak és Jen elmenekül Reno elől, aki megsebesíti őt. Reno megbízója megbízhatatlansága miatt megöli őt, és utasítja az embereit, hogy keressék meg a párost. Locus kritizálja Fekete Villám politikáját, és ereje segítségével felkutatja Karnakot. Auran Declan létesítményében ébred fel, és titokban kapcsolatba lép Maximusszal, aki megparancsolja neki, hogy Declan folytassa a Fekete Villámra vonatkozó kutatásait. Miután visszaszerezték Sammyt és megtudták az erejét, Mordis csapata újra találkozik Aurannal, aki úgy dönt, hogy Declan és Sammy segítségével visszacsalogatja Fekete Villámot. Miután összevarrták Jen sebeit, Karnak visszatér vele a táborba. Később elfogják őket a kuncsaftok, de Gorgó megérkezik és megmenti őket. Megszökve Gorgó és Karnak újra találkozik Fekete Villámmal és Medúzával. A haldokló Locus elmondja Meduzának, hogy Kristály itt van Oahun, és arra kéri Fekete Villámot, hogy gondolja át a politikáját. Maximus úgy dönt, hogy több Embertelent küld Auran segítségére. Tibor találkozik az lázadókkal, akik arra kérik, hogy segítsen Maximus megdöntésében. Audrey meggyógyítja Szájzárt, aki elteleportálja Kristályt és Dave-et. |                                                                    |                  |                            |                                        |                  |               |
| 6. | Az urat Gorgónak hívják (The Gentleman's Name is Gorgon)           | Neasa Hardiman   | Charles Murray             | 2017. október 27. 2017. november 14.   | 2,05 millió n.a. | 106           |
| A családját érintő rémálom után Maximus Eldracot arra kéri, hogy küldje el a támogató csapatot Declan létesítményébe, és az egyikük Bronaja apja, Loyolis lesz. Auran elküldi az üzenetet Meduzának. Fekete Villám elviszi Meduzát és Louise-t, hogy megkeressék Kristályt, miközben Gorgót és Karnakot bízza meg Declan és Sammy megmentésével. Kristály villámokat hoz létre, hogy jelezzen a többieknek. Gorgó és Karnak legyőzik Auran csapatát, és megmentik a duót. Mordis megpróbál mindenkit megölni a létesítmény összeomlásával, de Gorgó feláldozza magát, hogy megmentse a többieket. Fekete Villám csapata újra egyesül Kristállyal és Szájzárral, és Declan létesítményéhez mennek. Audrey Dave pajtájához viszi a rendőrséget, hogy leleplezzék az emberteleneket. Louise Dave barátnőjének adva ki magát, biztosítja a rendőröket, hogy Audrey csak féltékeny volt. Eközben Maximus feltárja Tibor és lázadóinak merényletét. Miután megöli Tibort és elviszi a lázadókat, Bronaja hűséget fogad neki. |                                                                    |                  |                            |                                        |                  |               |
| 7. | Felkelés a titkos városban (Havoc in the Hidden Land)              | Chris Fisher     | Quinton Peeples            | 2017. november 3. 2017. november 21.   | 1,96 millió n.a. | 107           |
| Gorgó feláldozása után Auran és csapata visszakerül Maximushoz, hogy jóhiszeműséget tanúsítson. Kiábrándul, amikor megtudja, hogy Maximus mélyebb célja egy második esély a Terrigenezisre. Tritonról kiderül, hogy életben van, és újraegyesül a királyi családdal, akik megtudják, hogy Fekete Villám megjósolta a puccsot és felkészült. A család visszatér Attilanba, hogy tárgyaljon Maximusszal. Fekete Villám beleegyezik, hogy Maximus aláveti magát a Terrigenezisnek, cserébe a trón visszaszerzéséért. Declan biztosítása után Maximus megszegi az egyezséget, és követeli, hogy a Család távozzon. Miután értesült Declan kutatásairól, Karnak meggyőzi Aurant, hogy adja át neki a DNS-ét, hogy azt felhasználhassa Gorgó felélesztésére egy második Terrigenezis révén, ami látszólag sikertelen. Triton megöli Maximus testőreit, elfogja őt, és visszaküldi Fekete Villámhoz, aki készül megölni őt, mielőtt elmondja Fekete Villámnak, hogy Attilan túlélése az övétől függ egy biztonsági hiba miatt. Gorgó primitív elmével ébred fel, Declan legnagyobb megdöbbenésére |                                                                    |                  |                            |                                        |                  |               |
| 8. | ...és végül: Fekete Villám (...And Finally: Black Bolt)            | Billy Gierhart   | Rick Cleveland, Scott Buck | 2017. november 10. 2017. november 28.  | 1,95 millió n.a. | 108           |
| Gorgó megöli Declant és elmenekül. Karnakot letartóztatják és bezárják a "csendes szobába", később csatlakozik hozzá Gorgó, akinek segít kicsit visszaemlékezni a múltra. Maximus elárulja, hogy a hibabiztosnak óránként egyszer szüksége van az ujjlenyomatára, hogy stabilizálódjon. Fekete Villám az emberek Földre evakuálását tervezi, ha nem tudja Maximust megbuktatni. Kristály beszámol Eldracnak a tervről. Maximust megmentik a királyi gárdisták, csak Declan holttestét találja meg, de a Terrigen kristályokat nem, amelyeket Medúza Louise-ra bízott a Földön. A főnöke beleegyezik, hogy a felettesei segítségével gondoskodik Attilan népének letelepedéséről. Karnak és Gorgó kitörnek és csatlakoznak a családhoz. Medúza találkozik Maximusszal, és megpróbál szót érteni vele, de eredménytelenül. A család adást küld egész Attilanra, amelyben felfedi Maximus ideológiáját, és felajánlja a kiürítés lehetőségét. Auran kiábrándulva elhagyja Maximust, és csatlakozik az evakuáláshoz. Fekete Villám szembeszáll Maximusszal, aki elárulja, hogy meghamisította Agon és Rynda levelét, amelyben Fekete Villám agyműtétjéről beszéltek, ami a páros halálához vezetett. Fekete Villám bezárja Maximust a bunkerbe, és Eldracon keresztül távozik, aki Attilannal együtt meghal. Attilan trónján egy rejtélyes üzenet jelenik meg. A Földön Fekete Villám és Medúza minden jelenlévő embertelenhez szól. |                                                                    |                  |                            |                                        |                  |               |

## A sorozat készítése
Egy 2011. márciusi kereskedelmi jelentésben említették először, hogy az embertelenekből készülő filmet tervezik. 2014 októberében a Marvel Studios hivatalosan is bejelentette, hogy a film a Marvel-moziuniverzum harmadik fázisának része lesz, és 2018. november 2-án lesz a bemutató. Kevin Feige producer így nyilatkozott: "Tényleg hiszünk abban, hogy az embertelenek önálló franchise vagy franchise-sorozat lehet. Több tucatnyi erővel és elképesztő társadalmi struktúrával rendelkeznek. A Marvel Moziverzum 20. filmjével tovább akartuk finomítani, hogy miről szól ez az univerzum." A következő év decemberében A S.H.I.E.L.D. ügynökei új évadában mutatták be az embertelen fajt, amely egy olyan történetszálat indított el, amely a sorozatban a továbbiakban is visszatérő volt. 2016 áprilisában a filmet hivatalosan is levették a Marvel kiadási listájáról, bár nem törölték. A film törlése után Jed Whedon, a S.H.I.E.L.D. ügynökei vezető producere és showrunnerje, megjegyezte, hogy a sorozatnak "egy kicsit nagyobb szabadsága" volt, és "egy kicsit többet tudtak csinálni" a fajjal a negyedik évadban, beleértve a "klasszikus" embertelenek némelyikének bevezetésének lehetőségét.
2016 májusában, miután az ABC törölte a Carter ügynököt és passzolta a Marvel's Most Wanted-et, az ABC Entertainment elnöke, Channing Dungey azt mondta, hogy a Marvel és az ABC "olyan sorozatokat keres, amelyek mindkét márka számára előnyösek lennének" a jövőben. 2016 novemberében Feige azt mondta, hogy "az embertelenek biztosan be fognak mutatkozni. Nem sokkal később a Marvel Television és az IMAX Corporation bejelentette az Embertelenek című nyolc epizódos televíziós sorozatot, amelyet az ABC Studios-szal közösen készítenének és az ABC-n sugároznának. A Marvel Studios úgy döntött, hogy a karakterek jobban illenek a televíziózáshoz, és egy sorozat jobb lenne, mintha a több tervezett franchise-filmet a stúdió meglévő filmes franchise-ai köré próbálnák illeszteni. Az Emberteleneket nem a tervezett filmek feldolgozásának szánták, és nem is a S.H.I.E.L.D. ügynökei spin-offjának de ugyanabban a közös univerzumban játszódik. Decemberben kiderült, hogy Scott Buck, a Vasököl című sorozatának első évadának showrunnere lesz az sorozat vezető producere és showrunnere is.

### Forgatás
Az sorozat forgatása 2017. március 5-én kezdődött Downtownban Project Next munkacímmel. A sorozat stúdiómunkálatai Kalaeloa-ban zajlottak, a volt Naval Air Station Barbers Point repülőterén. További forgatásokra került sor a Diamond Headben, és a Hawaii State Capitol épületében. A forgatás június 12-én ért véget.